# 1921 en Ontario
Chronologie de l'Ontario
- 1917
- 1918
- 1919
- 1920
- 1921
- 1922
- 1923
- 1924
- 1925

Cette page concerne des événements d'actualité qui se sont produits durant l'année 1921 dans la province canadienne de l'Ontario.

## Politique
- Premier ministre : Ernest Charles Drury (parti Unité Fermiers)
- Chef de l'Opposition: Hartley Dewart (en) puis Vacant (Parti libéral)
- Lieutenant-gouverneur: Lionel Herbert Clarke (en) puis Henry Cockshutt (en)
- Législature: 15e (en)

## Événements
- Au football, les Argonauts de Toronto remportent la Coupe Grey contre les Eskimos d'Edmonton.

### Avril
- 4 avril : les Sénateurs d'Ottawa remportent la coupe Stanley contre les Millionnaires de Vancouver.

### Mai
- Du 28 au 29 mai : fondation du Parti communiste du Canada lors d'une réunion clandestine dans une grange à Guelph.

### Juillet
- 27 juillet : Frederick Banting et Charles Herbert Best découvrent l'insuline.

### Décembre
- 3 décembre : les Argonauts de Toronto remportent la Coupe Grey contre les Eskimos d'Edmonton.
- 6 décembre : le Parti libéral de Mackenzie King remporte l'élection fédérale avec 121 députés élus. Le Parti progressiste obtient 65 députés et les conservateurs d'Arthur Meighen se retrouvent troisièmes avec 51 élus. En Ontario, le résultat est de 37 conservateurs, 24 progressistes, 21 libéraux et 2 députés indépendants.

## Naissances
- 8 février : Barney Danson, député fédéral de York-Nord (1968-1979) († 17 octobre 2011).
- 27 mars : Calvin Gotlieb (en), professeur et scientifique d'ordinateur.
- 4 avril : Charles Dubin (en), avocat († 27 octobre 2008).
- 12 mai : Farley Mowat, écrivain († 6 mai 2014).
- 10 août : Fred Davis (en), animateur († 5 juillet 1996).
- 28 août : John Herbert Chapman (en), scientifique († 28 septembre 1979).
- 5 septembre : Murray Henderson (en), joueur de hockey sur glace († 4 janvier 2013).
- 25 novembre : Fraser Elliott (en), avocat, défenseur des arts et philanthrope († 26 janvier 2005).

## Décès
- 21 janvier : Arthur Lewis Sifton, premier ministre de l'Alberta (° 26 octobre 1858).
- 29 août : Lionel Herbert Clarke (en), 12e lieutenant-gouverneur de l'Ontario (° 20 juillet 1859).
- 1er novembre : Zoé Lafontaine, femme de Wilfrid Laurier (° 27 juin 1841).
- 27 novembre : Douglas Colin Cameron, lieutenant-gouverneur du Manitoba (° 8 juin 1854).